# Hipótesis EICA
La hipótesis de la evolución del incremento de la habilidad competitiva o hipótesis EICA (por sus siglas en inglés Evolution or Increaser Competitive Ability) es una hipótesis de la biología que explica el éxito de las especies de plantas invasoras no autóctonas.

## Historia
Esta hipótesis fue propuesta por primera vez por Bernd Blossey y Rolf Nötzold  en el año 1995 como una forma de explicar el éxito de las especies invasoras no autóctonas (en particular, las plantas).

## Significado
La idea de la hipótesis EICA se basa en que una vez que la planta invasora deja de ser atacada por sus enemigos específicos nativos, puede invertir más recursos en crecer y menos en defenderse, lo que le da una ventaja competitiva contra las especies nativas. Observando que: 
1. Por lo general, existe un período de retraso entre el momento de la introducción de una especie invasora y el momento en que se considera invasora, y
2. Las plantas invasoras parecen ser más virulentas en los hábitats en los que se han introducido (en comparación con sus hábitats nativos) y los científicos supusieron que hay aparentemente una naturalización mediante la modificación de plantas no autóctonas.[1]

Debido a la falta de depredadores nativos, las plantas introducidas pueden reasignar recursos de los mecanismos de defensa al crecimiento y desarrollo. Las plantas introducidas pueden así evolucionar para crecer más altas, producir más biomasa y producir una descendencia más viable que sus contrapartes nativas, según la hipótesis.

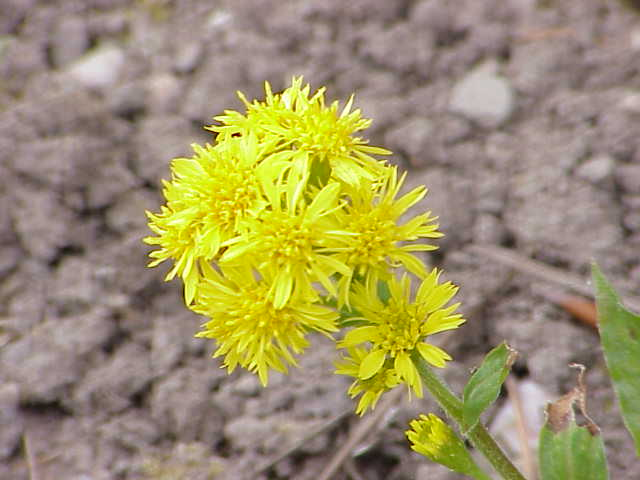
Solidago gigantea:Especie que se utilizó para verificar la hipótesis EICA.

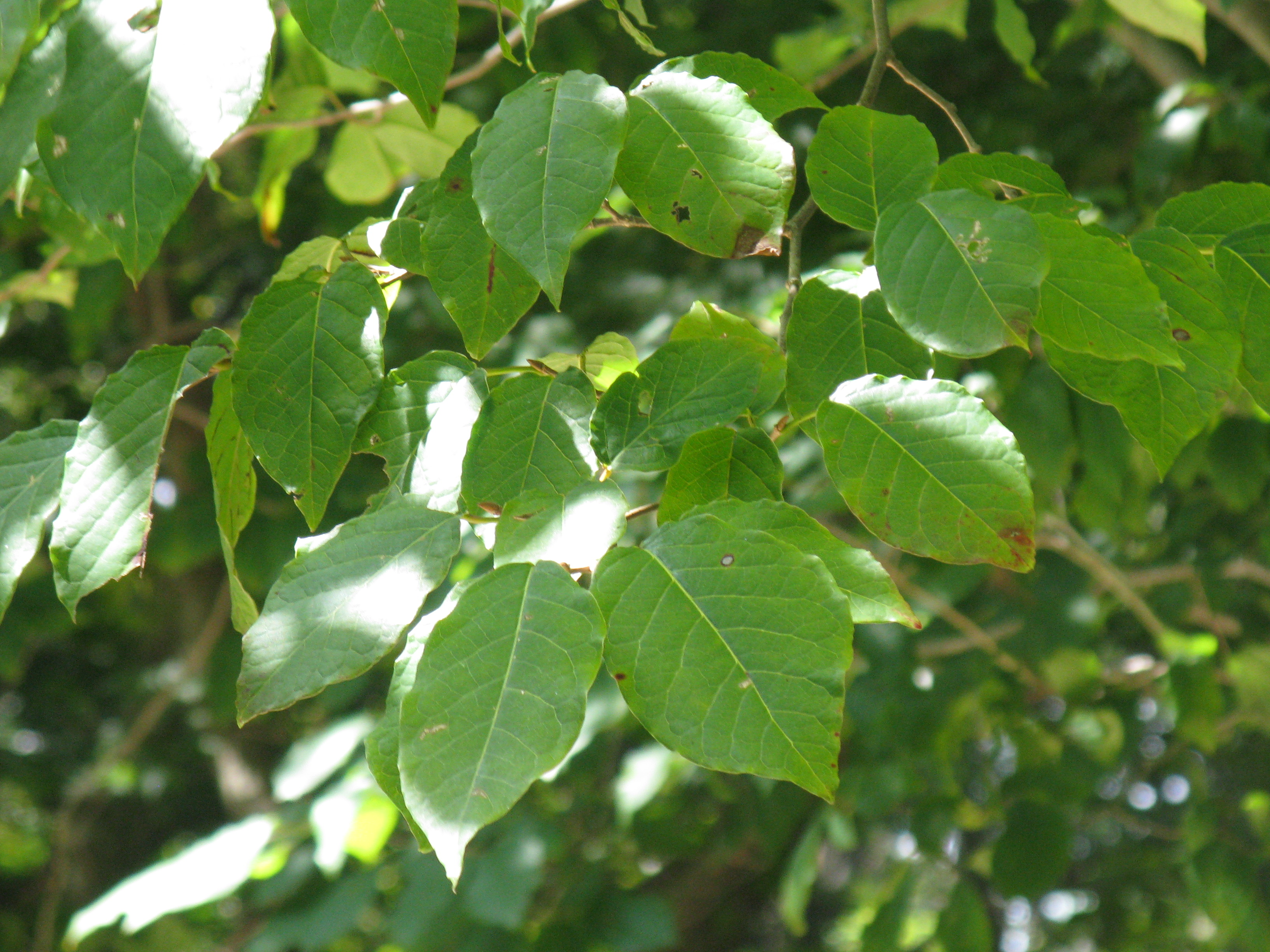
Sapium sebiferum: Especie que se utilizó para verificar la hipótesis EICA.

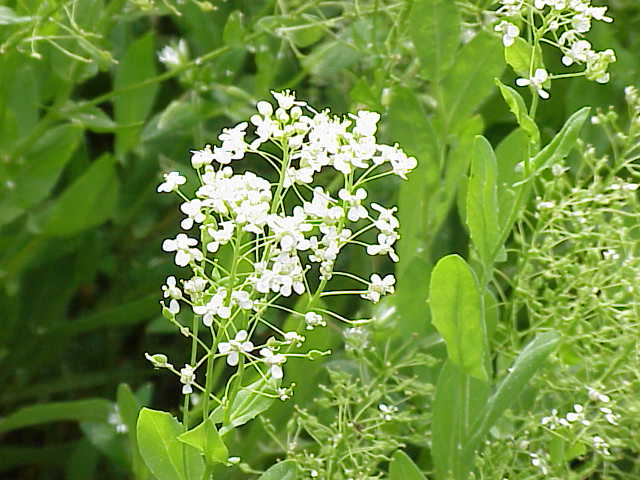
Lepidium draba: Especie que se utilizó para verificar la hipótesis EICA.

## Postulado
La hipótesis de la EICA postula que una especie invasora no es tan adecuada al momento de su introducción, ya que en ese instante se considera invasora. Como sugiere el nombre de la hipótesis (Evolución del aumento de la capacidad competitiva),esta predice que gran parte del potencial invasor de una especie invasora se deriva de su capacidad para evolucionar y reasignar sus recursos.
EICA predice que las especies de plantas invasoras pueden escapar de sus enemigos naturales especializados en su área de distribución introducida y, posteriormente, evolucionar con una disminución de la inversión en defensas químicas anti-herbívoros en relación con especies nativas.
Esta hipótesis es preocupante, ya que agrega una nueva variable al “potencial invasor”, lo que hace más difícil predecir si una especie se volverá invasora o no al introducirse a una nueva zona. En otras palabras, la hipótesis EICA presenta una nueva preocupación de seguridad ambiental. Si este postulado y sus características se mantienen, a largo plazo, las especies inducidas pueden estar más reguladas de lo que están en la actualidad.

## Alelopatía
La alelopatía es definida como la influencia directa de un compuesto químico liberado por una planta sobre el desarrollo y crecimiento de otra planta. Es un hecho conocido que sustancias alelopáticas son inducidas por estreses ambientales. Esta teoría está amparada por estudios biogeográficos de especies invasoras en los que se demuestra que las especies invasoras producen más efectos sobre las comunidades nativas del área invadida que sobre los congéneres de estas especies nativas en el área original. Parece, por tanto, que la alelopatía desempeña un papel importante en los procesos invasivos de aquellas especies de plantas que consiguen dominar en los ecosistemas en que son introducidas. De hecho, el fenómeno de la alelopatía ha sido ampliamente estudiado en las últimas décadas dentro del contexto de la hipótesis de nuevas armas, debido a las numerosas invasiones de plantas originadas por diferentes causas.

## Citas de la hipótesis
El artículo de Bernd Blossey y Rolf Nötzold de la hipótesis EICA en 1995, ha sido citado en más de 368 artículos en revistas científicas , incluidos artículos de revisión, pruebas de hipótesis utilizando diferentes especies de modelos y expansiones o reformulaciones de la hipótesis. Pese a que algunos proyectos de investigación han afirmado la veracidad de la hipótesis, otras pruebas no coinciden con el postulado. Sin embargo, la mayoría de los estudios realizados sobre la Hipótesis EICA, sostiene que las poblaciones introducidas de especies de plantas invasoras son menos capaces de hacer frente a las presiones de los herbívoros especializados que las poblaciones nativas de la misma especie, lo que sugiere que las especies invasoras responden, acelerando el proceso de selección natural después de haber sido liberado la presión selectiva de los herbívoros especializados y hacer que tengan un potencial de recursos. Sin embargo, no todas las poblaciones introducidas producen significativamente más biomasa que las poblaciones nativas de la misma especie en condiciones de laboratorio.
| Especie utilizada para la prueba de la hipótesis EICA (recientemente) | Afirman o Niegan la hipótesis |
| --------------------------------------------------------------------- | --- |
| Solidago gigantea                                                     | En su estudio, el éxito por el comportamiento de Solidago gigantea fue explicado solo parcialmente por la hipótesis de EICA, según sus investigadores       |
| Sapium sebiferum (sebo chino)                                         | El comportamiento de esta especie, concordaba estrechamente con los postulados de la Hipótesis EICA, según las investigaciones que realizaron en el estudio |
| Lepidium draba (whitetop)                                             | Lepidium draba no pareció seguir ninguno de los postulados de la Hipótesis EICA, señalaron los investigadores del estudio                                   |